# Marco Cornélio Maluginense (cônsul em 436 a.C.)
Marco Cornélio Maluginense (em latim: Marcus Cornelius Maluginensis) foi um político da gente Cornélia nos primeiros anos da República Romana eleito cônsul em 436 a.C. com Lúcio Papírio Crasso. Era filho de Marco Cornélio Maluginense, um dos membros do Segundo Decenvirato, e pai de Públio Cornélio Maluginense, tribuno consular em 404 a.C..

## Consulado
Segundo Lívio, seu mandato se deu num período de tranquilidade em Roma, sem registros de desordens importantes, com exceção de uma crise provocada pelo tribuno da plebe Espúrio Mélio.
Os romanos, que no ano anterior venceram uma coalização inimiga na Batalha de Fidenas, tentaram provocar um confronto contra Veios e Fidenas. Sem sucesso, limitaram-se a arrasar o território inimigo.